# Роман Шаад
Роман Шаад (30 липня 1993 , Обергаллау, Шаффгаузен ) — швейцарський лижник, учасник Олімпійських ігор у Сочі. Спеціалізується на спринті.

## Кар'єра
У Кубку світу Шаад дебютував 15 грудня 2013 року, тоді ж уперше потрапив до десятки найкращих на етапі Кубка світу, у спринті. Найкраще досягнення Шаада в загальному заліку Кубка світу — 54-те місце в сезоні 2020—2021.
На Олімпійських іграх 2014 року в Сочі посів 83-тє місце в спринті вільним стилем.
За свою кар'єру тричі брав участь у чемпіонатах світу. Найкращі досягненні: 24-те місце в особистому спринті 2019 року і 15-те місце в командному спринті 2015 року. 2014 року став бронзовим призером молодіжного чемпіонату світу в спринті.
Використовує лижі та черевики виробництва фірми Salomon.

## Результати за кар'єру
Усі результати наведено за даними Міжнародної федерації лижного спорту.

### Олімпійські ігри
| Рік  | Вік | 15 км індивідуальні пер. | 30 км скіатлон | 50 км мас-старт | Спринт | 4 × 10 км естафета | Командна першість спринт |
| ---- | --- | ------------------------ | -------------- | --------------- | ------ | ------------------ | ------------------------ |
| 2014 | 20  | —                        | —              | —               | 83     | —                  | —                        |

### Чемпіонати світу
| Рік  | Вік | 15 км індивідуальні пер. | 30 км скіатлон | 50 км мас-старт | Спринт | 4 × 10 км естафета | Командна першість спринт |
| ---- | --- | ------------------------ | -------------- | --------------- | ------ | ------------------ | ------------------------ |
| 2015 | 21  | —                        | —              | —               | —      | —                  | 15                       |
| 2019 | 25  | —                        | —              | —               | 24     | —                  | —                        |
| 2021 | 27  | —                        | —              | —               | 53     | —                  | —                        |

### Кубки світу

#### Підсумкові місця в Кубку світу за роками
| Сезон | Вік | Місце в дисципліні | Місце в дисципліні | Місце в дисципліні | Місце в дисципліні | Місце в Скі Тур | Місце в Скі Тур | Місце в Скі Тур | Місце в Скі Тур   | Місце в Скі Тур |
| Сезон | Вік | Загалом            | Дистанція          | Спринт             | Ю-23               | Nordic Opening  | Тур де Скі      | Скі Тур 2020    | Фінал Кубка світу | Скі Тур Канада  |
| ----- | --- | ------------------ | ------------------ | ------------------ | ------------------ | --------------- | --------------- | --------------- | ----------------- | --------------- |
| 2014  | 20  | 79                 | —                  | 34                 | Н/Д                | —               | —               | Н/Д             | —                 | Н/Д             |
| 2015  | 21  | 126                | НК                 | 71                 | 16                 | —               | —               | Н/Д             | Н/Д               | Н/Д             |
| 2016  | 22  | 77                 | —                  | 37                 | 7                  | —               | НФ              | Н/Д             | Н/Д               | —               |
| 2017  | 23  | 162                | —                  | 91                 | Н/Д                | —               | НФ              | Н/Д             | —                 | Н/Д             |
| 2018  | 24  | 65                 | НК                 | 29                 | Н/Д                | —               | НФ              | Н/Д             | 76                | Н/Д             |
| 2019  | 25  | 88                 | НК                 | 46                 | Н/Д                | НФ              | НФ              | Н/Д             | НФ                | Н/Д             |
| 2020  | 26  | 150                | —                  | 92                 | Н/Д                | —               | —               | —               | Н/Д               | Н/Д             |
| 2021  | 27  | 54                 | —                  | 19                 | Н/Д                | —               | НФ              | Н/Д             | Н/Д               | Н/Д             |